# Hans Blokland
Johannes (Hans) Blokland (* 5. März 1943 in Oegstgeest) ist ein niederländischer Politiker (ChristenUnie).
Blokland schloss 1970 die Hochschule ab und wurde 1976 Doktor der Wirtschaftswissenschaften. Er arbeitete zunächst als Wissenschaftler am Niederländischen Institut für Wirtschaft. Über viele Jahre war er Dozent an der Erasmus-Universität. Ferner leitete er die Abteilung Planung der Landesbehörde für Raumordnung (1976–1980) und den wissenschaftlichen Dienst im Statistischen Zentralamt. Er gehörte von 1987 bis 2000 dem beratenden Ausschuss für Ausländerangelegenheiten im Justizministerium an.
Blokland gehörte vor der Gründung der ChristenUnie einer der Vorgängerparteien, dem GPV an. Dort war er zunächst stellvertretender Vorsitzender des Ortsvereins, danach Vorstandsmitglied und Vorsitzender des Provinzialverbands, später Mitglied des geschäftsführenden Ausschusses der und von 1984 bis 1994 deren Vorsitzender. Blokland gehörte von 1974 bis 1994 dem Stadtrat von Capelle aan den IJssel an, in dem er einige Zeit lang auch Beigeordneter war. Von 1982 bis 1995 war er Mitglied des Provinzrats von Südholland. Von 1994 bis 2009 war er Mitglied des Europäischen Parlaments. Dort war er mehrere Jahre lang Mitvorsitzender der Fraktion EDD.